# Sim (empresa)
A SIM é uma empresa brasileira que oferece serviço de internet banda larga e telefonia. Anteriormente, tinha serviço de televisão de assinatura cabo, mas foi extinto em outubro de 2017, continuando assim a banda larga e telefonia.

## História
A empresa surgiu em janeiro de 2011, fruto da fusão de algumas empresas pertencentes a antiga Televisão Cidade, NET em Nitéroi, São Gonçalo, Volta Redonda, Juiz de Fora, Gravataí e Salvador e Cabo Mais (Recife, Olinda, Paulista, Jaboatão dos Guararapes e Cuiabá).
No dia 8 de julho de 2011, foi anunciado por um conceituado site de Televisão por Assinatura, a digitalização da operadora. Inicialmente, a primeira praça a contar com os serviços digitais foi Recife-PE, onde a operadora passou a oferecer internet com velocidade mínima de 1 Mbps até 10 Mbps.
Sob o nome de TV Cidade, pertencia aos grupos Grupo Silvio Santos e Grupo Bandeirantes de Comunicação. Com a venda do Banco Panamericano, o último grupo ficou com a totalidade da operadora e rompeu com a NET. Entretanto, a aprovação da lei 12.485 implica a restrição do controle acionário duma operadora de televisão por assinatura por parte de uma produtora de conteúdo televisivo. Dessa forma, o Grupo Bandeirantes somente pode deter até 49,99% das ações da empresa.

## TV por assinatura
Foram oferecidos 5 pacotes de programação, com cerca de 70 canais, havendo a possibilidade de contratar outros canais.
Em todas as cidades a operadora carregava em sua grade de canais, emissoras locais importantes já estão disponíveis apenas na Televisão por Assinatura.
Segundo informações, a operadora já está digitalizada em Recife, Salvador, Niterói, Cuiabá e Várzea Grande. Após a concretização da digitalização, o sinal analógico foi desligado.
Em 7 de dezembro de 2015, Sim TV começou a cair canais das programadoras por causa do anúncio do encerramento do sinal analógico na cidade. O primeiro foi a FOX, depois foi a Globosat em 12 de dezembro de 2016 e a Turner em 24 de maio de 2017. Em 7 de junho de 2017, a Anatel publicou no Diário Oficial da União a decisão que extinguiu 15 outorgas de televisão por assinatura da operadora. Em outubro no mesmo ano, a televisão paga a cabo da Sim TV foi encerrado as atividades, continuando assim a banda larga e telefonia. No mesmo mês, o sobrenome "TV" abandonou e passou a se chamar somente "Sim", continuando a nomenclatura.

## Banda larga
Atualmente, a operadora oferece conexão à internet em banda larga velocidades que variam de 1 Mbps a 20 Mbps.

## Cobertura
- Aracaju (SE)[1]
- Gravataí (RS)[5]
- Olinda (PE)[5]
- Recife (PE)[5]
- Paulista (PE)[5]
- Juiz de Fora (MG)[5]
- Niterói (RJ)[5]
- São Gonçalo (RJ)[5]
- Volta Redonda (RJ)[5]
- Salvador (BA)[5]
- Feira de Santana (BA)[5]
- Cuiabá (MT)[5]
- Várzea Grande (MT)[5]